# 蒲池徳子
蒲池 徳子（かまち のりこ、永禄9年（1566年） - 寛永9年（1632年））は、戦国時代から江戸時代前期にかけての女性。徳姫。父は蒲池鎮漣。母は赤星統家の娘。弟妹に蒲池久鎮（宗虎丸、蒲池統虎）、蒲池経信、首藤鑑続、石井孫兵衛室がいる。朽網鑑房の室。子に朽網宗壽。

## 生涯
天正9年（1581年）、肥前国の龍造寺隆信により父鎮漣が謀殺され、それに続く柳川の戦いでの柳川城の落城の際、乳母達に守られ、辛くも長崎の有馬晴信の下に落ち延びた。その後、豊後国に移り大友氏家臣・朽網鑑房の妻となり、宗壽をもうけた。
現在、柳川市西蒲池にある崇久寺には、「見性院心空妙安大姉蒲池徳女」と刻まれた自然石の徳子の碑がある。